# Alvin Singh
Alvin Singh (ur. 9 czerwca 1988) – fidżyjski piłkarz grający na pozycji obrońcy. Od 2011 roku jest zawodnikiem klubu Ba FC.

## Kariera klubowa
Karierę piłkarską Singh rozpoczął klubie Ba FC. W 2008 roku zadebiutował w jego barwach w pierwszej lidze Fidżi. W latach 2008 i 2010 wywalczył z Ba mistrzostwo Fidżi.
W 2010 roku Singh przeszedł do Hekari United z Papui-Nowej Gwinei. W sezonie 2010/2011 wygrał z tym zespołem mistrzostwo kraju. W 2012 roku wrócił do Ba FC.

## Kariera reprezentacyjna
W reprezentacji Fidżi Singh zadebiutował w 2008 roku. W 2012 roku wystąpił z Fidżi w Pucharze Narodów Oceanii 2012.